# Longchamp (empresa)
Longchamp es una empresa francesa de marroquinería de lujo, fundada en París en 1948 por Jean Cassegrain. Cassegrain produjo las primeras pipas de lujo forradas de cuero del mundo, para después ampliar su negocio a pequeños artículos de marroquinería, como carteras, fundas para pasaportes... Longchamp sacó su primer bolso para la mujer en 1971, convirtiéndose en uno de los principales fabricantes de marroquinería de Francia.
El verdadero gran logro de la empresa llegó con el uso del nailon. En los años 1970, Longchamp creó una colección de equipaje en cuero y tela de nailon. Por primera vez, el equipaje resultaba ligero, a diferencia de las pesadas maletas que se solían vender en esa época. Esa innovación llevó a la empresa a diseñar, unas décadas más tarde, unos bolsos para mujer que serían conocidos en todo el mundo: "Le Pliage".
Los artículos de la empresa incluyen el innovador bolso plegable de mujer "Le Pliage". El bolso fue un éxito inmediato y sigue siendo el producto más vendido de la empresa. El diseño de autor de "Le Pliage", que originalmente era de nailon, ha sido repensado y reinventado en numerosas formas, estampados, colores y tejidos.
Hoy en día, la empresa diseña y fabrica una amplia gama de artículos de lujo, incluyendo bolsos de cuero y tela, equipaje, zapatos, artículos de viaje, accesorios de moda, y una línea de ropa de prêt-à-porter de diseño para mujer.
La empresa está presente en 80 países a través de unos 1500 puntos de venta al por menor.
La casa aún es una empresa privada y está dirigida por la familia fundadora Cassegrain.

## Historia

### 1948: fundación
En 1948, Jean Cassegrain retomó la compañía de tabaco tradicional de su padre, "Au Sultan", en París, Francia.
Tras la Segunda Guerra Mundial, Jean Cassegrain abasteció a las tropas aliadas con su tabaco y sus accesorios para fumadores. La venta de pipas era la parte más rentable de su negocio. Poco a poco, los soldados se convirtieron en los mejores clientes del establecimiento.
Cuando dejaron París al acabar el conflicto, Jean Cassegrain se diversificó. En los años 1950, introdujo las primeras pipas de lujo forradas de cuero del mundo, que presentaban cueros exóticos. A los famosos de todo el mundo, como Elvis Presley, les encantaban.
Jean Cassegrain creó su empresa, llamada 'Jean Cassegrain et compagnie', para ampliar la distribución de sus artículos para fumadores forrados de cuero. Sin embargo, los productos se comercializaban bajo otro nombre. Puesto que unos parientes lejanos ya habían utilizado el apellido Cassegrain para vender papel fino en París, decidió poner a su marca el nombre del Hipódromo de Longchamp, en París.
En esa época, existía un molino de harina visible en las afueras de París, al final del último estadio del Hipódromo de Longchamp. Jean Cassegrain puso a su marca y a su empresa el nombre del hipódromo como un guiño al molino, ya que el apellido "Cassegrain" significa literalmente "rompe grano" (molinero) en francés. Por ello se escogió a un jockey sobre un caballo de carreras galopante para el logotipo.

### Años 1950: de pipas forradas de cuero a artículos de marroquinería
El éxito de las pipas forradas de cuero de Longchamp convenció a Cassegrain de que el futuro de la marca yacía en la diversificación y la expansión de su línea de productos con pequeños artículos de marroquinería, fundas de pasaportes, carteras, bolsos y otros accesorios de cuero para hombres.
A principios de los años 1950, ya estaba prospectando y vendiendo en todos los continentes. Contrató a un director de exportaciones y empezó a exportar sus productos.
Tanto Jean como su hijo, Philippe Cassegrain, estaban interesados en expandir los mercados y las oportunidades de la compañía. Longchamp abrió boutiques en el Sudeste Asiático hacia finales de los años 1970, y fue una de las primeras marcas europeas en venderse en Singapur, Hong Kong y Japón. Longchamp se convirtió en un negocio mundial.

### Años 1970: el primer bolso para mujer
A medida que el negocio se iba ampliando, Jean Cassegrain observó que las mujeres se habían interesado en los bolsos de mano. Longchamp lanzó su primer bolso para mujer en 1971 rediseñando un neceser y añadiendo una correa para el hombro y dos solapas.
La empresa empezó fabricando bolsos de nailon. Philippe Cassegrain esbozó una línea de bolsos de nailon color caqui y cuero en los años 1970. Esta colección suponía una buena alternativa a cargar con pesadas maletas, lo que la convirtió en un gran éxito.
Philippe Cassegrain también inventó la Xtra-Bag, una bolsa que se plegaba hasta alcanzar un cuarto de su tamaño y se deslizaba en una sencilla funda. La Xtra-bag fue la predecesora del bolso "Le Pliage", creado en 1993.
Desde ese momento, la empresa empezó a concentrarse en el equipaje y los bolsos para mujer.
En 1978, Longchamp introdujo la línea LM, su primera colección de bolsos para mujer. Los bolsos estaban hechos a base de cuero estampado. Los artículos para fumadores desaparecieron del catálogo ese mismo año.
En 1983, Philippe se convirtió en el director ejecutivo de Longchamp. Su mujer, Michèle, se incorporó a la empresa para llevar el aspecto de venta al por menor. En 1991, el hijo mayor de Philippe y Michèle, Jean, empezó a trabajar con su padre. Un poco más tarde, su hija Sophie se convirtió en la directora artística de la empresa.

### 1993: "Le Pliage"
1993 fue un año decisivo en la historia de Longchamp. En 1993, Philippe Cassegrain, director ejecutivo de Longchamp, diseñó personalmente el que se convertiría en el bolso más famoso de la empresa: "Le Pliage", que significa "plegado" en francés. Philippe Cassegrain quería crear un bolso práctico pero con estilo. "Le Pliage" es un bolso que se pliega en una característica forma trapezoidal, que evoca la imagen de un sobre.
Para mantener la ligereza del bolso, Philippe Cassegrain combinó mangos de piel de Rusia con un cuerpo de tela de nailon.
La sencilla forma del bolso y su amplia gama de colores y estilos lo convierten en el artículo más exitoso de la marca y en uno de los bolsos más populares del mundo.
Kate Middleton, Mary Berry, Katie Holmes, Amy Adams y Alexa Chung usan todas bolsos "Le Pliage". Longchamp también colabora con artistas como Mary Katrantzou, Jeremy Scott y Sarah Morris para reinterpretar su colección de bolsos tote "Le Pliage".

### Años 2000
Con el paso de los años, Longchamp se ha diversificado, añadiendo a los bolsos y equipaje, accesorios de moda para hombre y mujer, ropa de prêt-à-porter para mujer y una colección de zapatos.
La dirección artística de la marca está en manos de Sophie Delafontaine, la nieta del fundador de la marca, Jean Cassegrain. Sophie Delafontaine es responsable de la imagen y la creación a través de colecciones de bolsos, marroquinería, líneas de negocios...
Además del bolso "Le Pliage", la empresa es famosa por otros bolsos como el Veau Foulonné de cuero, el LM estampado, el Gatsby, el Imperial, el Légende, el Cosmos y el Gloucester (codiseñado con Kate Moss).
Para celebrar sus 70 años, la marca organiza en septiembre de 2018 su primer desfile en Nueva York, durante la Fashion Week. Entre los famosos presentes destacan : Kendall Jenner, Kate Moss, Kaia Gerber o Isabelle Huppert Sophie Delafontaine es directora artística del conjunto de las colecciones de la casa.
Desde abril de 2018, Kendall Jenner es la embajadora de Longchamp. En mayo de 2018, aparece en un cortometraje, « The Encounter », realizado para la marca por John Christopher Pina.
En febrero de 2019, la marca presenta su nueva colección otoño-invierno 2019 en su nuevo desfile dentro del barrio de Wall Street en Nueva York.
En agosto de 2020, Longchamp lanzará Green District, su primera línea de bolsas diseñadas con fibra de nailon reciclada "Econyl".

## Directores
En la actualidad, Longchamp está dirigida y gestionada por la segunda y tercera generación de la familia, descendientes directos del fundador, Jean Cassegrain:
- Jean Cassegrain, Director Ejecutivo
- Sophie Delafontaine, Directora Artística[1][3]
- Olivier Cassegrain, Director de boutiques EE. UU.[3]

Michèle Cassegrain, Directora de boutiques, fallecida en el 2016.
Longchamp está valorada en 1500 millones de $. La independencia de la empresa proporciona estabilidad a la familia Cassegrain y les permite pensar y planificar a largo plazo. Longchamp es uno de los últimos fabricantes de artículos de marroquinería familiares que quedan en Francia.
Philippe Cassegrain murió el 28 de noviembre de 2020 de Covid-19, a la edad de 83 años.

## Creación y colaboraciones artísticas
En los años 1950 y 1960, los productos de Longchamp aparecieron en el cine francés, y en particular en las películas de Jean Gabin.
La relación de la marca con el arte prosiguió en los años 1970, cuando introdujeron una serie de bolsos en edición limitada que contenían un diseño del famoso artista franco-ruso Serge Mendjisky. En 1971, añadió mosaicos de parches de cuero a los bolsos. Con esta invención, Longchamp fue una de las primeras marcas de marroquinería en acceder al mundo de las colaboraciones con artistas famosos. Desde entonces, han seguido trabajando con otros artistas diseñando productos especiales e instalaciones de tiendas.
En 2004, Longchamp comenzó su primera colaboración con el diseñador independiente Thomas Heatherwick. Heatherwick primero diseñó el gran éxito de ventas Zip Bag, un bolso de mano formado por una larga cremallera. El éxito del Zip Bag llevó a Heatherwick a diseñar la tienda insignia de Longchamp en Nueva York.
En 2004 y 2005, Tracey Emin personalizó el equipaje de Longchamp. Tracey Emin realizó un bolso Longchamp con un mosaico de parches en el que aparecía el mensaje ‘Me Every Time’.
Jeremy Scott ha diseñado con regularidad ediciones especiales del bolso tote "Le Pliage" desde 2005, así como otras colecciones de bolsos cada año.
En 2008, Longchamp reeditó su colección LM, sacando una versión ilustrada por Jean-Luc Moerman.
En 2009, Jeremy Scott, Charles Anastase y el dúo de diseñadoras Bless aunaron sus fuerzas para celebrar los 20 años de la asociación francesa ANDAM (Asociación nacional para el desarrollo de las artes de la moda), que promociona los talentos emergentes de la moda franceses e internacionales. Para esa ocasión, cada uno de los diseñadores creó una variación en edición limitada del bolso "Le Pliage" de Longchamp. "El bolso "Le Pliage" es un icono francés, al igual que el croissant o la torre Eiffel. Resulta a un tiempo chic, sofisticado y bonito" declaró Jeremy Scott.
Entre 2005 y 2015, Jeremy Scott creó 20 estilos de bolsos. Cada año, ha ido tomando uno de sus diseños repletos de cultura pop y lo ha utilizado para dar un nuevo look a "Le Pliage" de Longchamp. Sus diseños de los últimos 10 años han incluido un caniche en el espacio, signos del zodiaco, una tarjeta de crédito y huellas de neumáticos. La edición limitada de bolsos creada para el décimo aniversario de su colaboración con Longchamp presentaba una postal de Hollywood, firmada por el diseñador con el mensaje "Wish you were here" (Ojalá estuvieras aquí).
Kate Moss ha sido la imagen de Longchamp desde el 2005, cuando empezó a aparecer en las campañas publicitarias de Longchamp. Unos años después, colaboró con la marca en el diseño de bolsos. Primero sugirió añadir un forro interior rojo al bolso Légende. La top model trabajó entonces con la directora artística de Longchamp, Sophie Delafontaine, y sacaron bolsos con la etiqueta "Kate Moss para Longchamp".
En 2010, lanzó una línea entera de productos, basada en su propio uso de los bolsos. La colección Kate Moss estaba formada por 12 bolsos distintos inspirados por su "vida urbana". Los bolsos fueron nombrados en honor a sus lugares preferidos de Londres: Soho, Ladbroke, Goldbourne, Gloucester, Glastonbury.
En 2011, Longchamp se asoció a la diseñadora Mary Katrantzou para crear una gama de bolsos tote estampados. En ellos encontrábamos su telas en trompe-l'oeil. Los bolsos de la diseñadora están inspirados en templos de Vietnam y procesiones de flores, y presentan colores vivos y diseños salvajes. En 2012, la diseñadora creó dos bolsos de mano con nuevos estampados exclusivos. El bolso tote más grande estaba decorado con orquídeas, dragones y corales. Para el más pequeño, la diseñadora utilizó tanto un templo asiático como el Carnegie Hall de Nueva York como puntos de partida, adornando ambos con coloridas flores y farolillos. Mary Katrantzou también diseño un bolso "Le Pliage" en el que aparecían orquídeas y farolillos.
En el 2014, Longchamp se asoció a la artista Sarah Morris para crear una edición limitada de bolsos "Le Pliage".
En abril de 2016, Longchamp comenzó obras de renovación en su histórica tienda de la calle Saint-Honoré de París. Durante las obras, la fachada de la tienda estuvo envuelta en la espectacular obra de arte "Mindscapes" del artista estadounidense Ryan McGiness.
En 2017, Longchamp se asocia con el artista franco-armenio Vahram Muratyan.
En abril de 2018, Shayne Oliver crea una colección de prêt-à-porter y de accesorios « Longchamp by Shayne Oliver ». El creador también renueva el bolso Le Pliage e imagina otros modelos para la marca.
En septiembre de 2020, durante la Semana de la Moda de París, Longchamp presenta una colaboración con Pokemon para la línea de bolsos Le Pliage. El personaje Pikachu aparece adornado con una bomba jockey, en referencia a la historia de la marca. La marca también está presente en el juego Pokemon Go, en el que los jugadores pueden personalizar su avatar con una mochila Longchamp virtual.

## Talleres
Inicialmente, Jean Cassegrain compraba artículos para fumadores (en particular pipas) y las forraba con cuero de artesanos parisienses. Frente al éxito de la marca, y para respaldar la diversificación de los productos ofrecidos, abrió el primer taller de Longchamp en Segré, Francia, en 1959.
La capacidad de producción de la empresa aumentó con regularidad en Segré y también a través de nuevas instalaciones: Rémalard en 1969, Ernée en 1972, y después Combrée, Château-Gontier y Montournais en los años 2000.
Longchamp sigue fabricando sus productos en Francia. La empresa dispone de sus propios talleres y posee la fábrica de cuero más grande de Francia. Seis fábricas francesas proveen la mitad de los bolsos vendidos por la empresa; la otra mitad la fabrican colaboradores.
En la actualidad, Longchamp está construyendo su nueva planta de producción en Pouzauges, Francia. Trasladará sus talleres de cuero, actualmente en Montournais, a esa nueva planta. Este proyecto es parte de los planes de la empresa para desarrollar y modernizar su proceso de producción. Esta nueva planta, que mide aproximadamente 7000 m cuadrados, tendrá espacio para 100 personas (frente a las 70 actuales) e incluirá un taller de aprendizaje para apoyar la formación y la integración de nuevos empleados. Esta nueva planta de producción debería abrir en el 2018.
La empresa fabrica la mayoría de sus productos, salvo sus colecciones de ropa de prêt-à-porter y de zapatos, que producen fabricantes expertos situados principalmente en Francia e Italia.
La empresa cuenta con 1650 empleados y 1500 personas que fabrican bolsos y accesorios, sumando un total de más de 3000 empleados.
En septiembre de 2018, Longchamp inaugura un nuevo sitio de producción de 7 000 m² en Pouzauges en Vendée. Se trata de su sexto taller en Francia. Esta nueva unidad de producción también cuenta con un taller-escuela.
En 2018, la marca realiza la mitad de su producción en Francia. La empresa emplea 900 personas en sus talleres situados en el oeste de Francia.
En 2018, Longchamp cuenta 1500 puntos de venta en el mundo, con 300 tiendas propias. 3200 personas trabajan por la marca en el mundo.

## Boutiques

### Estados Unidos
En Estados Unidos, Longchamp ha distribuido sus productos a través de tiendas al por menor desde los años 1950. La empresa abrió su primera tienda estadounidense en Madison Avenue en 1984. Saks Fifth Avenue y Nordstrom fueron los primeros grandes minoristas americanos en llevar la marca, seguidos por Bloomingdale’s. En 1993, Longchamp abrió sus propias oficinas en la ciudad de Nueva York con el fin de desarrollar el negocio.
En 2006, la empresa abrió una tienda insignia, "La Maison Unique" en el distrito SoHo de Nueva York. Esta tienda se convirtió en el establecimiento más grande de la marca, y fue diseñada por Thomas Heatherwick que también creó un bolso de mano llamado Zip Bag, convertido en uno de los éxitos de ventas de la empresa.
En 2014, Longchamp tenía 17 tiendas en Norteamérica.
En abril de 2018, Longchamp inaugura una nueva tienda en la Quinta Avenida de Nueva York. La marca también abre una tienda en Beverley Hills, en California.

### Europa
En 1988, Longchamp abrió su primera boutique dedicada en París, Francia, en el 390 rue Saint-Honoré. En 1999, la boutique de París se mudó al 404 rue Saint-Honoré para ampliar su superficie de venta.
En 2013, Longchamp abrió una boutique en Regent Street, Londres, que se convirtió en la mayor tienda de Europa de la empresa, y en la segunda del mundo, después de la de Nueva York.
En diciembre de 2014, la empresa abrió una boutique más grande en los Campos Elíseos de París. El establecimiento tiene 500 m cuadrados divididos en dos niveles, convirtiéndose en la tienda más grande de Longchamp en Europa. Esta tienda insignia alberga toda la gama de accesorios de marroquinería para hombre y mujer de la marca, así como el equipaje, la ropa de prêt-à-porter para mujer y los zapatos. Esta tienda dispone de toda una pared de los famosos bolsos "Le Pliage" de Longchamp y atrae a parisienses y a turistas de todo el mundo.
Longchamp está presente en las principales ciudades europeas, incluyendo Londres, Roma, Barcelona, Múnich y Viena.

### Asia
Longchamp ha estado presente en China desde el 2006.
En 2011, Longchamp abrió una nueva tienda insignia en Hong Kong, "La Maison 8". Esta tienda es la segunda tienda más grande de la empresa en todo el mundo (después de la de SoHo). Un año más tarde, Longchamp abrió otros siete establecimientos en China, incluyendo Beijing y Shanghái, alcanzando un total de 50 tiendas.
La empresa también dirigía 22 tiendas en el Sudeste Asiático en el 2014. Dichas tiendas supusieron el 10 % de las ventas globales.
En octubre de 2017, Longchamp inaugura su mayor tienda asiática, en Tokio, en la avenida Omotesando. Distribuida en siete plantas, presenta el conjunto de las colecciones : equipajes, prêt-à-porter, zapatos y marroquinería. Un fresco del artista australiano John Aslanidis cubre una parte del edificio.
En 2018, la marca se asocia al bloguero chino Tao Liang, conocido como Mr. Bags, para crear una colección cápsula. 
Longchamp cuenta 18 tiendas en China y está por lanzar su sitio de comercio electrónico chino en 2019.

### Una presencia mundial
En 2013, Longchamp invirtió en logística para respaldar el crecimiento de la empresa. La empresa construyó un centro de logística de 23 000 m² en Segré, Francia. La superficie de dichas instalaciones es el doble de las anteriores de la empresa.
La empresa cuenta con una red de distribución internacional y vende una amplia gama de productos.
La marca está presente en 80 países, incluidos Brasil, Israel, Abu Dabi, Perú, Chile, Paraguay, Canadá, Panamá, Austria, Macao, Camboya, Dubái, Kuala Lumpur, Tailandia, Filipinas, Indonesia... Longchamp planea expandir su red en la región de Oriente Medio, focalizándose en Arabia Saudí y Catar. La empresa también tiene tiendas franquiciadas en México, Venezuela y Colombia.
El grupo dirige directamente más de 300 boutiques en todo el mundo y cuenta con 1500 puntos de venta, incluyendo minoristas, boutiques pertenecientes a la empresa y franquicias, concesiones en grandes almacenes, distribuidores de marroquinería fina multi-marca, tiendas de aeropuertos y venta en línea, a través de 20 filiales de distribución.